# Eysarcoris
Eysarcoris is een geslacht van wantsen uit de familie schildwantsen (Pentatomidae). Het geslacht werd voor het eerst wetenschappelijk beschreven door Carl Wilhelm Hahn in 1834.

## Soorten
Het genus bevat de volgende soorten:

- Eysarcoris aenescens (Walker, 1867)
- Eysarcoris aeneus (Scopoli, 1763)
- Eysarcoris annamita Breddin, 1909
- Eysarcoris confusus Fuente, 1971
- Eysarcoris crucifer Horvath, 1892
- Eysarcoris distinctus (Schouteden)
- Eysarcoris dubius Dallas, 1851
- Eysarcoris fallax Breddin, 1909
- Eysarcoris fuscus Wood & McDonald, 1984
- Eysarcoris gibbosus Jakovlev, 1904
- Eysarcoris guttigerus (Thunberg, 1783)
- Eysarcoris hispalensis Fuente, 1971
- Eysarcoris humilis Förster, 1891
- Eysarcoris inconspicuum (Herrich-Schaffer, 1844)
- Eysarcoris insularis Dallas, 1851
- Eysarcoris lamottei Villiers, 1959
- Eysarcoris latus Walker, 1868
- Eysarcoris lereddii (Le Guillou)
- Eysarcoris lewisi (Distant, 1883)
- Eysarcoris luisae Fuente, 1971
- Eysarcoris mammillata Förster, 1891
- Eysarcoris modestus Distant, 1906
- Eysarcoris montivagus (Distant, 1902)
- Eysarcoris nigripectus Hesse, 1925
- Eysarcoris nuda Förster, 1891
- Eysarcoris parvus Uhler, 1896
- Eysarcoris perlatus Fabricius
- Eysarcoris pinguis Heer, 1853
- Eysarcoris prodromus Heer, 1853
- Eysarcoris pustulatus Walker, 1868
- Eysarcoris rosaceus Distant, 1901
- Eysarcoris shimozukensis Naora, 1933
- Eysarcoris squamosus Linnavuori, 1986
- Eysarcoris trigonus Kiritshenko, 1931
- Eysarcoris trimaculatus (Distant, 1881)
- Eysarcoris uniformis Fuente, 1971
- Eysarcoris ventralis (Westwood, 1837)
- Eysarcoris venustissimus (Schrank, 1776)